# 電工

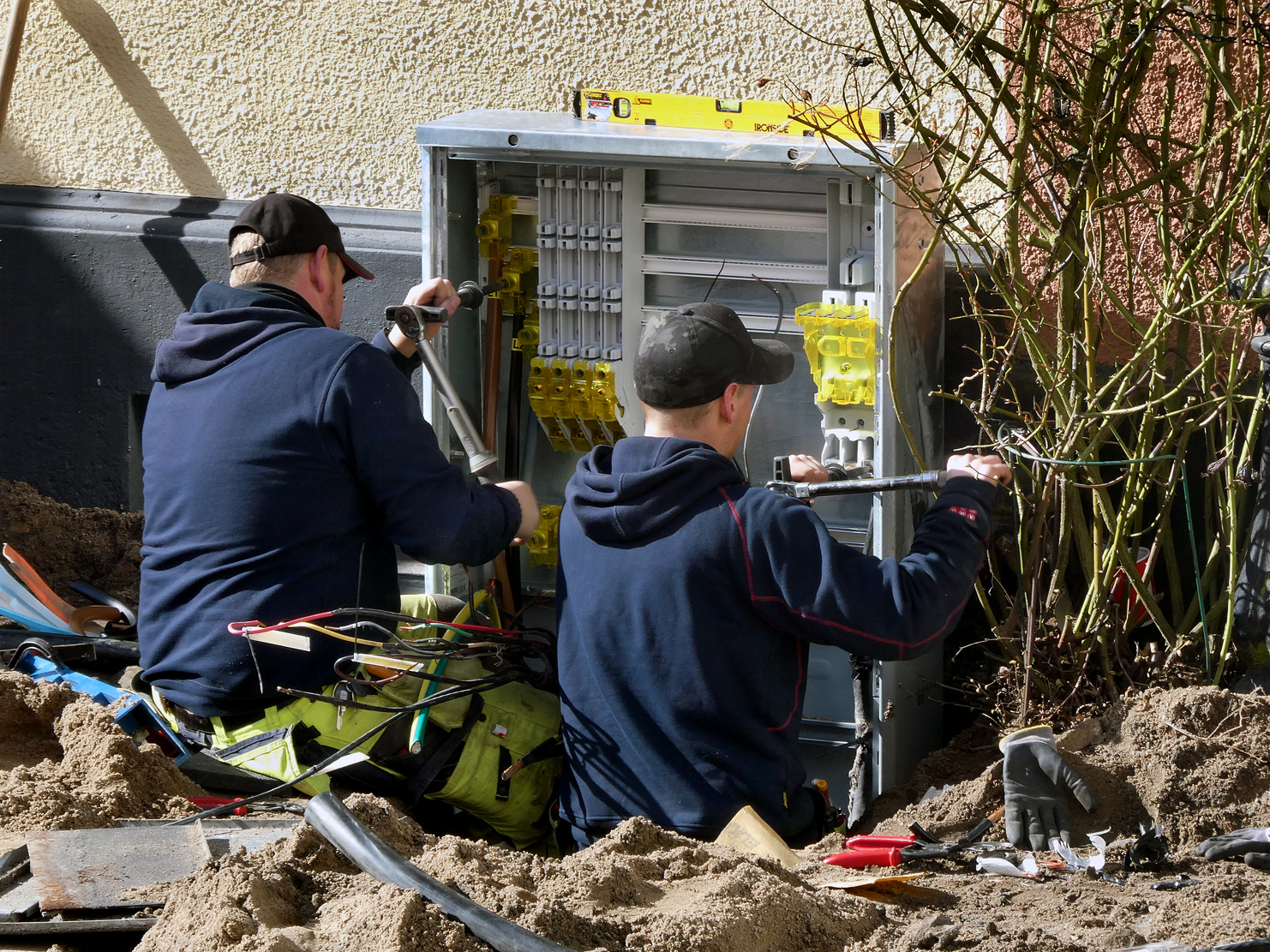
電工

電工（electrician）是專門處理大樓配線、傳輸線、電氣機械及相關設備的技工。電工的工作可能是架設新的電機設備，或是維護保養現有的電機設備。電工也可擅長船舶、飛機的配線、無線設備，或是信號線的配線。

## 簡介
美國的電工主要可以分為二類：在電力公司處理高壓電電路的線路工（Lineman），以及處理大樓內較低電壓設備的wiremen。wiremen一般會針對以下五類中的一類進行訓練：商用、住家、工業燈光、工業以及低壓配線（也常稱為是Voice-Data-Video或VDV）。其他像是控制配線以及火警警報等的專業配線，一般會由架設設備公司的專業人員進行。
電工可分為三級：學徒电工（Apprentic Electricia）、熟练电工（Journeyperson Electrician）及電工師傅（Master Electrician）。美國和加拿大的學徒电工一邊學習一邊工作，所領的薪資會比較低，一般會接受上百小時的課堂訓練，並且簽訂三年到六年的學徒標準合約，這段期間的薪資會以熟练电工的一定比例來發放。熟练电工是已完成學徒的電工，並被地區、州立或國家許可機構認定有能力從事電氣行業的電工。電工師傅是已在行業內一段時間（一般是七年到十年），表現良好，而且已通過考試，確定對美國國家電工標準（NEC）有較多的認識。

## 汽車電工
汽車電工（auto electrician）是專門處理車輛中電路配線的技工。汽車電工的工作多半是在汽車中安製新的電子零件或維修已有的電子零件。汽車電工主要是負責自用轎車及商用车辆。汽車電工比一般的電工要困難，原因是車內的空間有限、現代汽車電子系統的工程複雜性，以及不理想的工作環境（例如路邊、建築工地、礦場等）。而且車內可能有的直流電，可能會造成灼傷或是電弧傷害。

## 外部連結
- Occupational Outlook Handbook （页面存档备份，存于）